# Breaking the Girl
Breaking the Girl is de vierde single van het vijfde studioalbum van de Red Hot Chili Peppers, Blood Sugar Sex Magik. De melodische ballad werd geproduceerd door Rick Rubin, werd in 1992 uitgebracht door Warner Bros. Het nummer gaat over de turbulente relatie tussen frontman Anthony Kiedis en zijn voormalige vriendin Carmen Hawk
Tijdens de eerste show van de Blood Sugar Sex Magik Tour werd het nummer gespeeld. Vervolgens maakte het nummer alleen in 2000 nog een keer deel uit van de setlist, tot het in 2003 weer werd opgenomen op de setlists van de I'm With You Tour.

## Compositie
De percussie die te horen is in de bridge van het nummer is door Chad Smith, John Frusciante en Flea gemaakt van afval. Frusciante werd voor zijn riff geïnspireerd door ballads  als The Battle of Evermore en Friends van Led Zeppelin. Chad Smith werd voor dit nummer geïnspireerd door Mitch Mitchell. In het nummer maakt de band gebruik van een 12-snarige gitaar en een mellotron. Breaking the Girl is een van de twee nummers die de Red Hot Chili Peppers opnamen in een 6/8 maatsoort.

## Videoclip
De videoclip van Breaking the Girl werd in 1992 uitgebracht en werd geregisseerd door de Franse regisseur Stéphane Sednaoui, met wie ze eerder samenwerkten voor de videoclip van Give It Away. In de video wordt veelvuldig gebruikgemaakt van experimentele kleuren en wisselende achtergronden en kostuums. De bandleden verschijnen in surreële rollen in de video. Zo verschijnt Kiedis als een prinses in de videoclip, welke is gebaseerd op Leia Organa. Opvallend is, is dat gitarist John Frusciante niet voorkomt in de videoclip. Hij is vervangen door Arik Marshall.
Een kleine gastrol in de video is weg gelegd voor River Phoenix. De actrice is de Venezolaanse Patricia Velásquez

## Covers
- Vitamin String Quartet nam in 2004 een klassieke versie van het nummer op.
- Anna Nalick nam een akoestische versie van het nummer op voor haar ep Shine, welke in April 2008 verscheen.
- De Britse band Turin Brakes nam tijdens een "Napster live session" het nummer op, wat later verscheen op het compilatiealbum The Saturday Sessions: The Dermot O'Leary Show.
- Het Canadese duo My Sister Ocean nam het nummer op in een 4/4 maatsoort voor hun album Function Control Option Command. De single werd in juni 2012 uitgebracht.
- El Perro del Mar (de Zweedse zangeres Sarah Assbring) bracht in 2016 een triphop versie van het nummer uit.